# Регургитација код преживара
Регургитација (рејекција) представља прву фазу рефлексног акта у процесу преживања. Под регургитацијом се подразумева поновно враћање садржаја преджелудаца у усну дупљу ради детаљног жвакања и натапања пљувачком. Овај акт се одвија у две фазе.

## Фазе регургитације

### Фаза усисавања
Ова фаза обично почиње гутањем пљувачке, чиме једњак бива влажан и склисак, тј. погодан за провођење хране из преджелудаца. Регургитацији хране у једњак претходни једна екстра контракција мрежавца, која се одиграва пре нормалне двофазне контракције мрежавца при узимању хране. Ова претходна контракција доводи до значајног повећања притиска течног садржаја у пределу кардије, због подизања дна мрежавца на половину растојања њеног релаксираног положаја и кардије. Улога ове екстра контракције је у вези са довођењем ингеста у предео кардије пре регургитације. Улазак хране у једњак омогућен је једним дубоким инспиријумом, који је повезан са контракцијом мрежавца. Инспиријум се одиграва са затвореним глотисом и у већини случајева већег је волумена од нормалног инспиријума при дисању, уз снажну контракцију дијафрагме. Овај инспиријум доводи до пада интраторакалног и интраезофагеалног притиска. Услед тога се грудни део једњака шири, отвор кардије рефлексно отвара и због разлике у притисцима, у једњаку (негативан), а у преджелуцима (позитиван), полутечни садржај бива усисан у једњак целом дужином грудног дела једњака.

### Фаза истискивања
Фаза истискивања надовезује се непосредно на фазу усисавања, а почиње рефлексним затварањем кардије. Храна која је испунила једњак креће се у два правца: део хране транспортује се орално у усну дупљу, а део регургитованог садржаја враћа се назад у преджелуце. При транспорту хране у уста значајну улогу има антиперисталтички талас чији се центар образује у средини једњака, од кога полази контракциони талас у оба смера. Овај антиперисталтички талас једњака омогућен је контракцијом попречно-пругасте мускулатуре зида једњака, као и повећаним интраторакалним притиском након експиријума са затвореним глотисом. Брзина антиперисталтичких контракција једњака омогућена је природом регургитованог садржаја (течан или полутечан), за разлику од нормалног залогаја који се креће знатно спорије.

## Природа регургитованог садржаја
Храна која бива регургитована углавном потиче од садржаја у релаксираном мрежавцу. Она не мора, по правилу, бити најгрубља. Болус у устима стимулише мастикацију и саливацију, при чему се храна ситни у финије честице, меша са пљувачком и поново гута. Тиме је један циклус преживања завршен.